# Thomas Young
Thomas Young (født 13. juni 1773, død 10. maj 1829) var en engelsk fysiker, læge og ægyptolog. Thomas Young påviste lysets interferens (dobbelspalte-eksperimentet), opdagede øjelinsens akkommodationsevne og forklarede farveopfattelsen. Som ægyptolog fastslog han betydningen af mange grundlæggende hieroglyffer og var med til at tyde Rosettestenen. Young er den første som anvender termen energi i moderne betydning.[kilde mangler]